# Thiền Thành
Thiền Thành (tiếng Trung: 禅城区, Hán Việt: Thiền Thành khu) là một quận của địa cấp thị Phật Sơn (佛山市), tỉnh Quảng Đông, Cộng hòa Nhân dân Trung Hoa. Thiền Thành có diện tích 154,68 km2, dân số 960.000 người.